# Hans-Joachim Bittrich

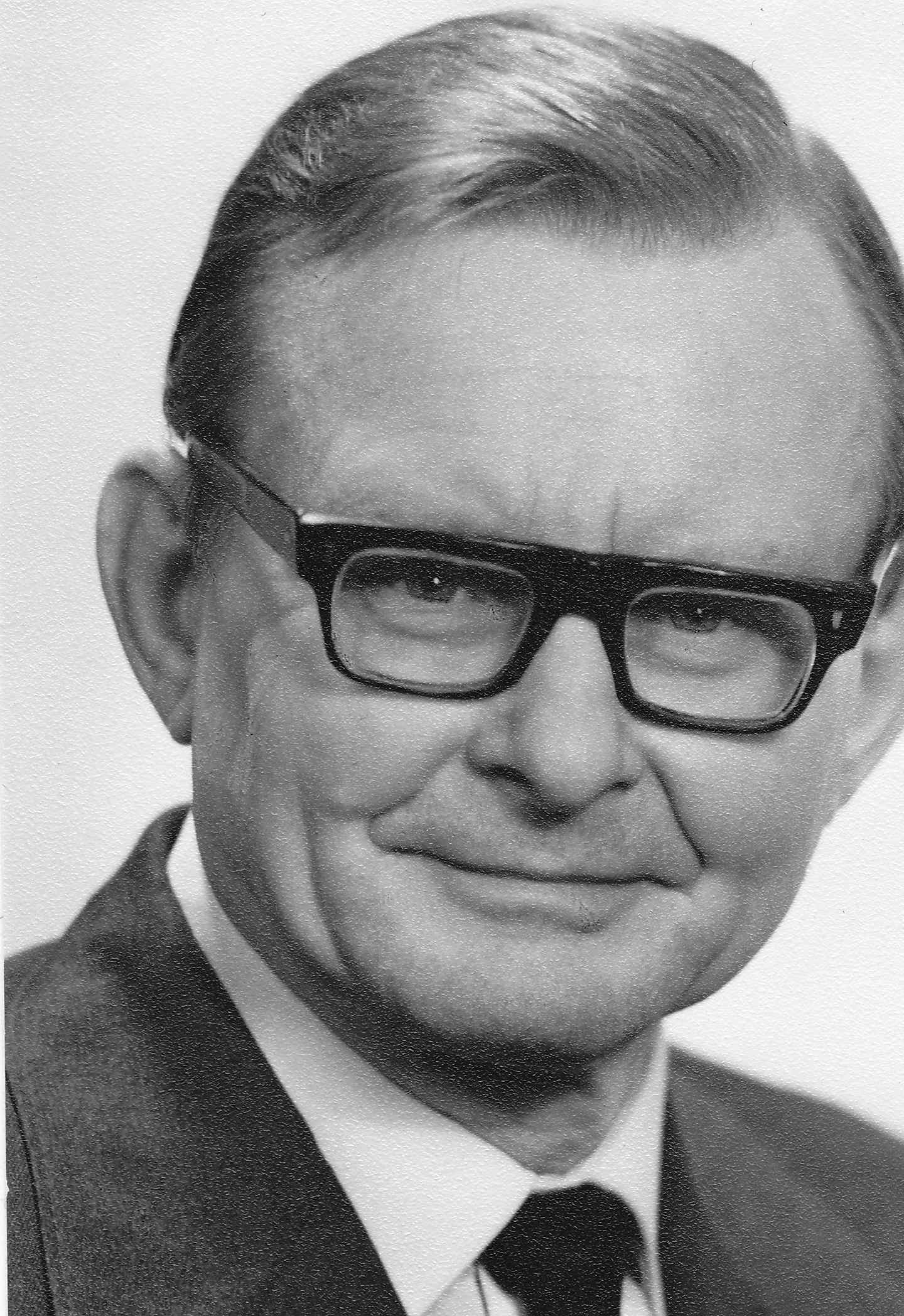
Hans-Joachim Bittrich

Hans-Joachim Bittrich (* 1. Juni 1923 in Dresden; † 9. Dezember 2010 in Merseburg) war ein deutscher Chemiker und Hochschullehrer. Er war von 1964 bis 1968 Rektor der Technischen Hochschule „Carl Schorlemmer“ Leuna-Merseburg.

## Leben
Bittrich, Sohn eines Angestellten, erwarb 1941 das Abitur und wurde anschließend zum Kriegsdienst in die Wehrmacht eingezogen.
Von 1946 bis 1951 studierte er Chemie an der Universität Leipzig und wurde 1954 mit einer Arbeit zur Kaustifizierung von Natriumsulfat promoviert. Ab 1955 war er als Hochschullehrer an der Hochschule für Chemie Leuna-Merseburg tätig. Von 1958 bis 1960 war er Oberassistent und Prorektor, ab 1960 Dozent. 
1961 wurde Bittrich mit einer Arbeit zur Berechnung der Phasengleichgewichte ternärer Dampf-Flüssigkeitssysteme habilitiert und anschließend als Professor für Physikalische Chemie berufen. 1963/64 war er Dekan und von 1964 bis 1968, als Nachfolger von Rolf Landsberg, Rektor der Technischen Hochschule „Carl Schorlemmer“ Leuna-Merseburg. In diesem Amt folgte ihm Hans-Heinz Emons. Gleichzeitig war er von 1964 bis 1969 Mitglied der SED-Bezirksleitung Halle.
Von 1969 bis 1974 sowie von 1985 bis 1988 war Bittrich erneut Dekan. Er wurde am 1. Juni 1988 emeritiert.
Von 1969 bis 1975 war er, als Nachfolger von Hans Singer, Vorsitzender der Chemischen Gesellschaft der DDR und anschließend von 1975 bis 1988 deren Ehrenmitglied.  
Bittrich lebte in Merseburg bis zu seinem Tode im Jahre 2010.

## Ehrungen
- 1967 Ehrendoktor des Technologischen Instituts Leningrad[3]
- 1975 August-Kekulé-Medaille der Chemischen Gesellschaft der DDR
- 1979 Ehrenmitglied der Chemischen Gesellschaft Polens
- 1983 Ehrenmitglied der Chemischen Gesellschaft der Tschechoslowakei.